# Emberiza citrinella
Lo zigolo giallo (Emberiza citrinella Linnaeus, 1758) è un uccello della famiglia degli Emberizidi.

## Descrizione

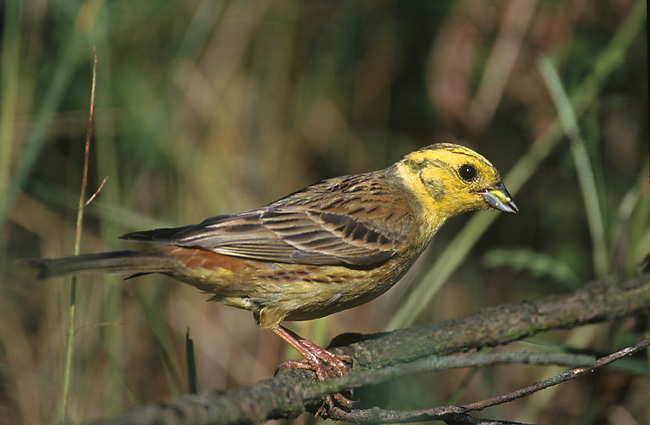
Zigolo giallo

Lunghezza 16-18,5 cm; ala 8,5-9,2 cm; apertura alare 26–30 cm; coda 7,5–8 cm; tarso 19–20 mm; becco 11–12 mm; peso 24-34 g. Come gli altri zigoli ha corporatura slanciata ed elegante, capo tondeggiante ben proporzionato e coda forcuta. Il maschio adulto ha color dominante sul giallo-citrino (testa e parti inferiori), dorso bruno rossiccio, con macchie brunastre, groppone rosso castano. Carattere tipico, ben visibile in volo, è il bianco delle timoniere esterne; la femmina e il giovane sono meno gialli e più maculati.

## Biologia
È un uccello migratore che si riunisce in stormi di circa 10 esemplari.

### Riproduzione

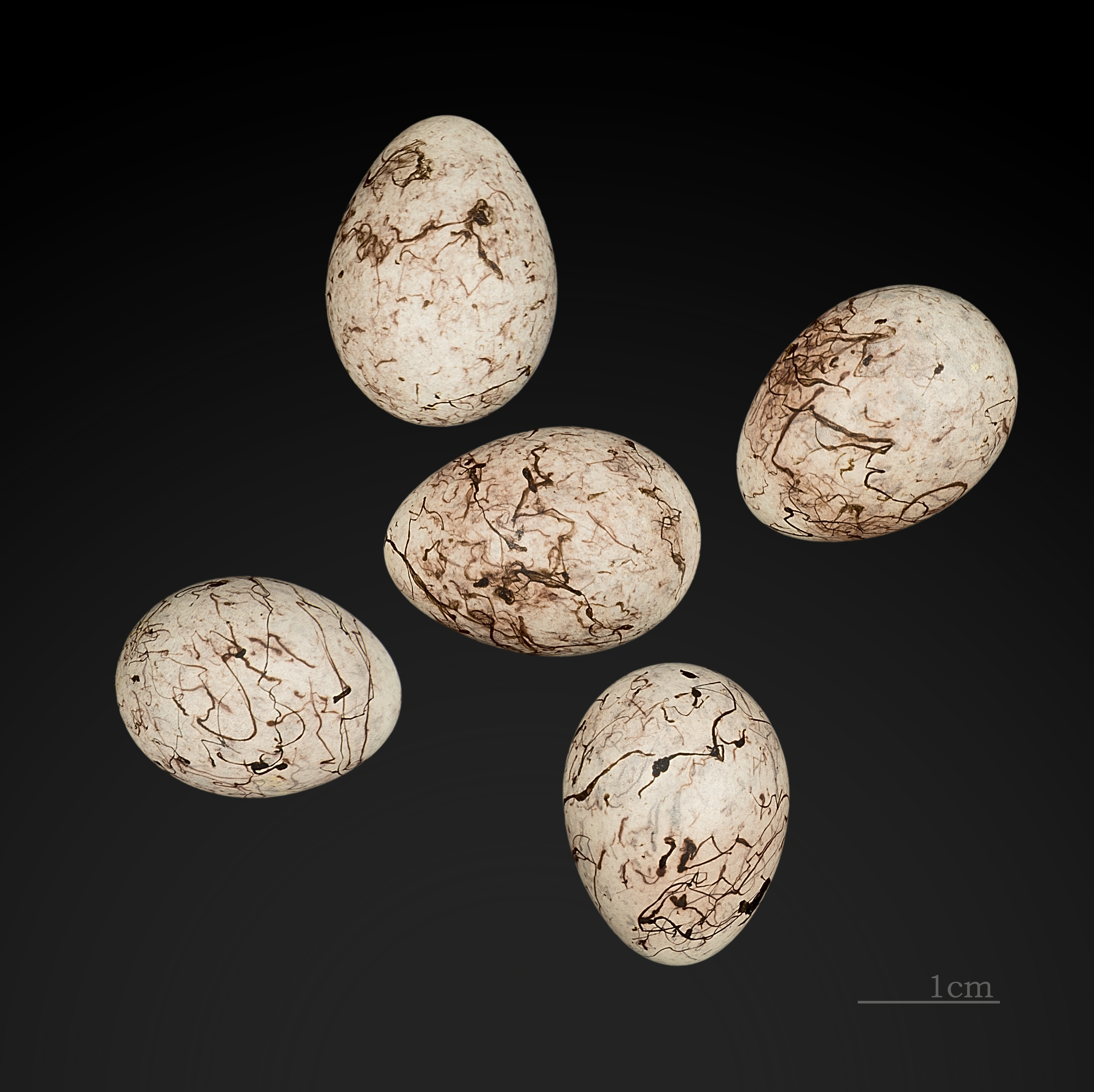
Uova di Emberiza citrinella

Uovo 21x16 mm circa. Nidifica sul terreno tra l'erba o nelle siepi: il nido, fatto d'erbe secche, muschio e materiali filamentosi, è foggiato a coppa. La femmina vi depone 4-5 uova bianco-azzurrognole, finemente macchiettate e striate di rossastro.

### Alimentazione
Si nutre di vegetali (semi, granaglie, frutta, germogli e foglie) e in subordine anche d'insetti ed altri piccoli animali.

## Distribuzione e habitat
Lo zigolo giallo vive in Eurasia. Tra gli zigoli è una delle specie più comuni in Italia settentrionale e centrale; nidifica, ma scarso, su Alpi e Appennini. È più frequente di passo.
Frequenta terreni a vegetazione cespugliosa, seminativi con siepi e margini dei boschi. Ordinariamente si posa sul terreno, talora anche sui cespugli.

## Sistematica
Ne sono conosciute tre sottospecie:
- Emberiza citrinella citrinella Linnaeus, 1758
- Emberiza citrinella caliginosa Clancey, 1940
- Emberiza citrinella erythrogenys Brehm, 1855